# Offshore & Onshore Reliability Data
Das Projekt Offshore & Onshore Reliability Data (OREDA) wurde 1981 in Kooperation mit den norwegischen Öl und Gasbehörden (Oljedirektoratet, heute Petroleumstilsynet) gegründet.
Es ist eine der verlässlichsten Datenquellen der Öl- und Gasindustrie und wird als eine einzigartige Quelle für Daten über Fehlerraten, Fehlerursachen, deren Verteilung und Reparaturzeiten von in der Onshore und Offshore-Industrie verwendeter Ausrüstung angesehen. OREDAs ursprüngliches Augenmerk war die Sammlung objektiver Daten über die Zuverlässigkeit der in der Mineralölindustrie verwendeten Sicherheitsausrüstungen. Die nun bestehende Organisation besteht aus einem Zusammenschluss verschiedener Mineralöl- und Erdgasförderer und wurde 1983 gegründet.
Zur gleichen Zeit hat sich der Tätigkeit von OREDA auf ein breites Spektrum von Zuverlässigkeitsdaten über in der Förderindustrie verwendete Ausrüstung ausgedehnt. OREDA betrachtet vornehmlich Offshore-, Unterwasser- und Topsideequipment, schließt aber auch landseitige Förder- und Transportmittel wie Pipelines mit ein.
Das OREDA-Projekt möchte durch die Sammlung und Analyse von Daten aus der Instandhaltung und dem Betrieb, der etablierten Datenbank mit Zuverlässigkeitsdaten von hoher Qualität und durch den Austausch von Technologien im Bereich Zuverlässigkeit, Instandhaltung und Sicherheit (RAM Reliability, Availability, Maintainablility) untereinander mit den teilnehmenden Gesellschaften, zur Verbesserung der Sicherheit und Kosteneffektivitäet im Design und im Betrieb von Öl- und Gasförderungs- sowie Produktionsanlagen beitragen. Darüber hinaus wird das OREDA-Handbuch auch in anderen Industriezweigen benutzt (siehe auch ).

## Geschichte
Die Arbeit am OREDA-Projekt teilt sich in Phasen, welche in der Regel zwei bis drei Jahre dauern. OREDA-Handbücher mit den gesammelten Daten und andere fertiggestellte Arbeit werden regelmäßig veröffentlicht.

### Phase I (1983–1985)
Die Hauptaktivität in dieser Phase war das Sammeln und Zusammenstellen von Daten von Offshore-Bohranlagen und die Publizierung selbiger im ersten OREDA-Handbuch. Das Ergebnis repräsentiert die erfolgreiche Zusammenarbeit von acht Petroleum Firmen im Bereich Zuverlässigkeit und Sicherheit. Auch wenn die Vielfältigkeit der Komponenten aus der ersten Phase groß war, war der Detaillierung nicht so ausgereift wie in den späteren Phasen. Die Daten aus der ersten Phase sind im ersten OREDA-Handbuch (erschienen 1984) dokumentiert, die Daten dieser Phase sind dennoch nicht in der OREDA Datenbank enthalten.

### Phase II (1987–1990)
Um die Qualität der gesammelten Daten zu verbessern, begrenzte man sich auf das Sammeln von Daten von produktionskritischen Komponenten. Die Daten wurden nun in einer Windows OS Datenbank hinterlegt, der Entwicklungsbeginn des maßgeschneiderten OREDA Sammlungs- und Analyseprogramms. Die Daten aus dieser Phase sind in dem im Jahr 1992 erschienenen OREDA-Handbuch veröffentlicht, dieses beinhaltet auch Daten aus der Phase I.

### Phase III (1990–1992)
Der Umfang der inkludierten Komponenten wurde erweitert und mehr Information und Daten zur Instandhaltung wurden erfasst. Die Datenqualität wurde durch die Einführung des „Guidelines for Data Collection“ und verbesserte Qualitätskontrolle vorangetrieben. Die Benutzeroberfläche der OREDA Software wurde weiterentwickelt und Programmänderungen ermöglichten Funktionen über die pure Datensammlung hinaus. Die Daten aus dieser Phase sind in dem im Jahr 1997 erschienenen OREDA-Handbuch veröffentlicht.

### Phase IV (1993–1996)
Eine neue Software für die Datenerfassung und -analyse wurde entwickelt, darüber hinaus Software für den Datenimport und Konvertierung. Die gesammelten Daten waren in großem Umfang dieselben wie in Phase III, nur die Datenerfassung geschah im größeren Umfang durch die teilnehmenden Firmen selbst. Darüber hinaus wurden Daten der vorbeugenden Instandhaltung eingeschlossen. Die Daten aus dieser Phase sind in dem im Jahr 2002 erschienenen OREDA-Handbuch veröffentlicht.

### Phase V (1997–2000)
Neue Komponentenklassen wurden definiert und hinzugefügt, dabei mehr Fokus auf Subsea-Komponenten gelegt. Die Entwicklung des neuen ISO-Standards „Petroleum and natural gas industries — Collection and exchange of reliability and maintenance data for Equipment“ wurde vorangetrieben und schließlich wurde im Juli 1999 der ISO-Standard 14224 publiziert. Die Daten aus dieser Phase sind in dem im Jahr 2002 erschienenen OREDA-Handbuch veröffentlicht.

### Phase VI (2000–2001)
Die Datensammlung für Subsea-Komponenten und die neuen Komponentenklassen wurde priorisiert. Ein Forum zur Förderung der Zusammenarbeit der großen Subsea-Komponenten-Entwickler wurde ins Leben gerufen. Die Daten aus dieser Phase sind in dem im Jahr 2009 erschienenen OREDA-Handbuch veröffentlicht.

## Teilnehmer
Die teilnehmenden Firmen änderten sich über die Zeit, zum Teil auf Grund von Namensänderungen und Vereinigungen. Die folgende Tabelle gibt eine Übersicht über die Firmen, die in den Phasen VIII bis XII Daten sammelten und dem OREDA-Projekt zur Verfügung stellten.
| Firma                                                   | Phase VIII | Phase IX | Phase XII |
| ------------------------------------------------------- | ---------- | -------- | --------- |
| BP Exploration Operating Company Ltd.                   | ✔          | ✔        | ✔         |
| ConocoPhillips Skandinavia AS                           | ✔          | ✔        |           |
| Neptune Energy (früher Engie E&P Norge AS und GDF Suez) |            |          | ✔         |
| Eni S.p.A. Exploration & Production Division            | ✔          | ✔        | ✔         |
| ExxonMobil Production Company                           | ✔          | ✔        |           |
| Gassco                                                  | ✔          | ✔        | ✔         |
| Petrobras S.A.                                          |            |          | ✔         |
| Shell Global Solutions UK                               | ✔          | ✔        | ✔         |
| Equinor (früher Statoil ASA)                            | ✔          | ✔        | ✔         |
| Total S.A.                                              | ✔          | ✔        | ✔         |

## Organisation
Der Lenkungsausschuss des OREDA-Projekts besteht aus je einem Mitglied und einem Stellvertreter der Mitgliedsgesellschaften. Der Lenkungsausschussvorsitzende wird von diesen Mitgliedern gewählt, die auch einen Projektleiter ernennen. Der Projektleiter trägt auch die Verantwortung für die Qualitätssicherung der Daten.
DNV GL, eine internationale Klassifikations- und Beratungsgesellschaft, leitete das Projekt durch die Phase I und II. Die Phasen III–IX wurden von SINTEF (norwegisch Stiftelsen for industriell og teknisk forskning) geleitet, bevor DNV GL von Phase X bis heute wieder die Leitung übernahm. Die Herausgabe der OREDA-Handbücher sind separate Projekte, die in Zusammenarbeit mit dem OREDA-Lenkungsausschuss durchgeführt werden.
Die neueste und bereits 6. Ausgabe des OREDA-Handbuches wurde von SINTEF und der NTNU (Technisch-Naturwissenschaftliche Universität Norwegens) erstellt und von DNV GL vermarktet.

## Notwendigkeit
Bevor das OREDA-Projekt begann, Zuverlässigkeitsdaten zu erfassen, existierte „keine öffentliche Quelle für solche Fehlerdaten von Offshore-Anlagen“, Risikoeinschätzungen musste sich deshalb auf „generische Daten von Onshore-Anlagen und anderen Industrien stützen“.

## Daten
Bis 1996 hatte OREDA Daten von 24.000 Komponenten von Offshore-Anlagen gesammelt und dabei 33.000 Fehler dokumentiert.
Die Datenbank umfasst Daten von fast 300 Installationen, 15.000 Komponenten und 40.000 Fehlern und nahezu 75.000 Instandhaltungsdaten. Zugang zu den Daten und die Suche und Analysefunktionen der OREDA-Software ist den OREDA-Projektmitgliedern vorbehalten. Firmen, die mit den Mitgliedsgesellschaften zusammenarbeiten, können einen temporären Zugang zu diesen Daten erhalten.

## Datenbankstruktur
Die Daten werden stets mit Installation (Herkunft) und Besitzer erfasst. Jede Komponente (z. B. eine Gasturbine) stellt einen eigenen „Inventory record“ in der Datenbank dar. Dieser beinhaltet eine technische Beschreibung der Komponente, die tatsächlichen operationellen Bedingungen, sowie alle dazugehörigen Fehler. Jeder Fehler wird als Datensatz mit Fehlerursache, Datum, Effekt und Art erfasst. Darüber hinaus werden auch vorbeugende und korrektive Instandhaltungsaktivitäten erfasst.

## Software
Die OREDA-Software bewältigt die Datenerfassung, Analyse und den Datenabgleich. Darüber hinaus ermöglicht sie die erweiterte Datensuche, automatisiert den Datenaustausch, die Qualitäts- und Zuverlässigkeitskontrolle. Ein Modul für Subsea-Daten umfasst außerdem eine Ereignisprotokollierung und die Möglichkeit, benutzerdefinierte Anwendungen zu konfigurieren, und es erlaubt, firmeninterne Daten zu sammeln.
Die neueste Softwareversion, die zusammen mit der 6. Herausgabe des OREDA-Handbuches lanciert wurde, beinhaltet eine Erweiterung von Komponentenklassen, verbreitete Subsea-Komponenten, Subsea-Kontrollsysteme, Subsea-Stromkabel und Subsea-Tanks/Behälter.

## Bedeutung
Der Gebrauch der OREDA-Datenbank hat „zur beträchtlichen Einsparung in der Entwicklung und dem Betrieb von Plattformen geführt“ (z. B.). Das Beispiel von OREDAs firmenübergreifender Zusammenarbeit inspirierte Dritte – so wurde die SPARTA-Datenbank (System Performance, Availability and Reliability Trend Analysis) im Jahr 2013 von der britischen Windkraftindustrie ins Leben gerufen.